# Panéhésy (prêtre d'Aton)
Pour les articles homonymes, voir Panéhésy.
Pour l’article ayant un titre homophone, voir Panehsy.
Panéhésy (également transcrit sous le nom de Pinhasy, Panehsy ou en hébreu Pinekhâs) est un noble égyptien qui porte les titres de « serviteur principal d'Aton dans le temple d'Aton » à Akhetaton et « deuxième prophète du Seigneur des Deux Terres ». Il porte également le titre de « porteur de sceau de la Basse-Égypte». Panéhésy est également « surintendant du bétail d'Aton à Akhetaton » et « surintendant du grenier d'Aton ».
Panéhésy est transcrit en ancien égyptien sous le nom de Pe-nehasi qui signifie « le noir », « nubien », « Celui de couleur d’airain » ou encore « Bouche d'airain », « Oracle », et littéralement « Se tourner à la recherche d'un refuge ».

## Domiciles
Panéhésy avait deux maisons à Amarna. L'une était située près du temple, tandis que l'autre se trouvait dans le centre-ville. La maison près du temple était plus probablement un bureau.

### Résidence principale
La résidence principale de Panéhésy se trouve dans au centre-ville d'Amarna. Dans sa résidence principale, on a découvert une grande châsse représentant Akhenaton, Néfertiti et la princesse Mérytaton faisant des offrandes à Aton. Il s'agit d'un exemple du culte domestique du couple royal. La chapelle est située dans la salle centrale.
Au sud de la maison de Panéhésy se trouve un petit village dont la superficie totale est inférieure à celle de la résidence principale du prêtre. Le village est composé d'une quarantaine de maisons qui étaient vraisemblablement les résidences du personnel de Panéhésy.
À proximité de la maison, une stèle a été découverte représentant Amenhotep III et la reine Tiyi.

### Résidence secondaire

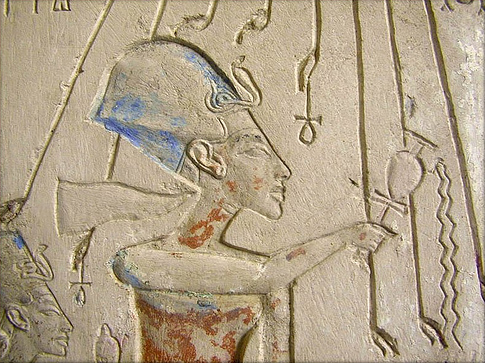
Détail de la châsse en pierre de la maison de Panéhésy adjacente au temple d'Aton.

La seconde résidence de Panéhésy, près du temple d'Aton, est peut-être liée à sa fonction de surveillant du bétail. La structure comprend des sols en pierre et des mangeoires en brique et a pu servir d'enclos pour le bétail. Les fouilles ont révélé des restes de bétail, des cornes et des os. Les os étaient les restes du bétail abattu pour les offrandes dans le temple<.
Le hall central de cette maison abritait un sanctuaire en pierre, peint pour ressembler à un temple amarnien. La structure comportait d'étroites portes en bois et contenait probablement une statue du roi. Ce sanctuaire se trouve aujourd'hui au Musée égyptien du Caire.

## Sépulture

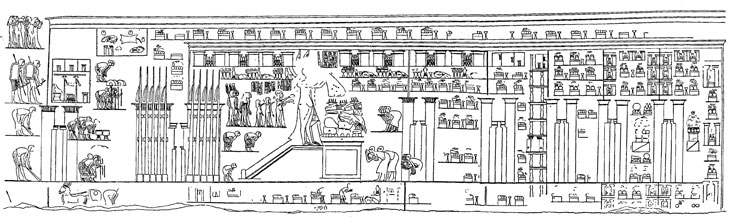
Représentation du temple d'Aton et de la tombe de Panéhésy.

Panéhésy se fait construire une tombe à Amarna, parmi les tombes du nord, celles des tombes des nobles. La tombe de Panéhésy (tombe 6 d'Amarna) contient des scènes de lui-même et de sa famille et d'autres montrant la famille royale, mais ses restes n'ont jamais été identifiés. La tombe a subi des dommages causés par des iconoclastes. Les portraits d'Akhenaton et de Néfertiti ont été défigurés, et la plupart des noms ont été supprimés.
Ultérieurement, sa tombe a été transformée en lieu de culte copte pendant un certain temps et a subi des dommages. Un bénitier, profond pour une immersion totale, a été placé devant l'abside.